# Senátní obvod č. 68 – Opava
Senátní obvod č. 68 – Opava je podle zákona č. 247/1995 Sb. tvořen částí okresu Opava, ohraničenou na západě obcemi Opava, Slavkov, Štáblovice, Mikolajice, Melč, Moravice, Radkov a Vítkov, a na východě obcemi Píšť, Závada, Bohuslavice, Dolní Benešov a Háj ve Slezsku.
Od roku 2024 je senátorem Tomáš Navrátil.

## Senátoři

Jan Voráček
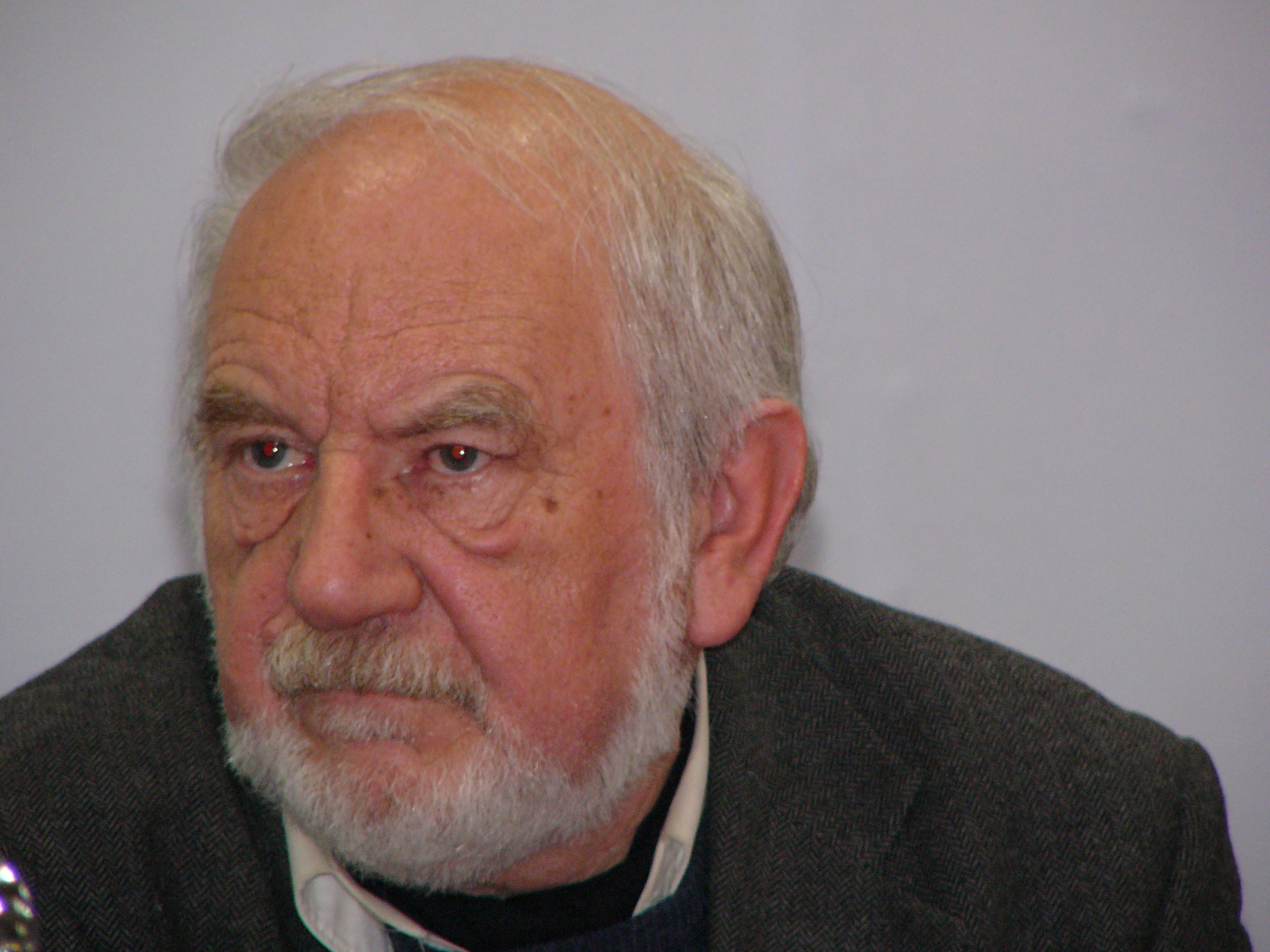
Josef Jařab
Václav Vlček
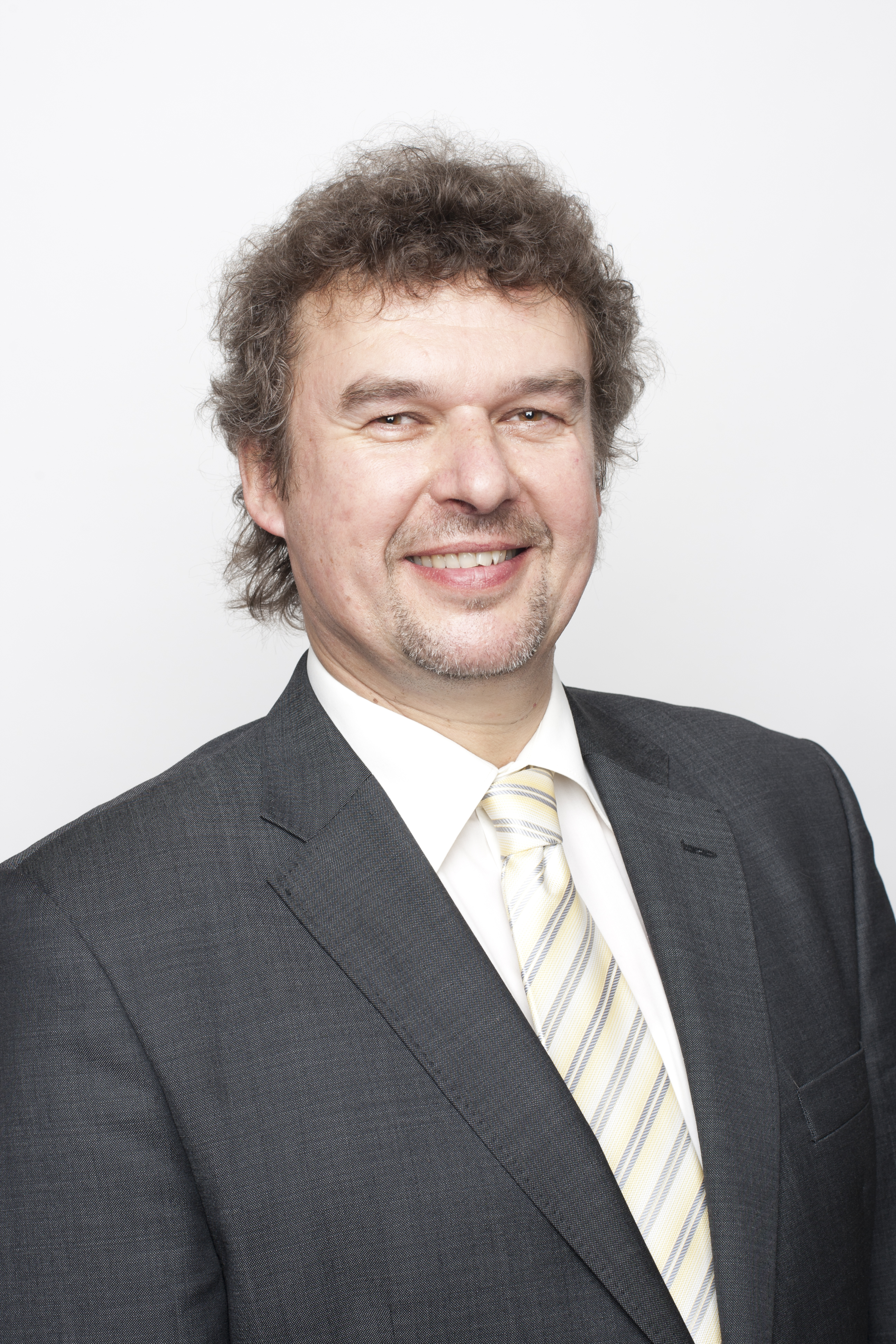
Vladimír Plaček
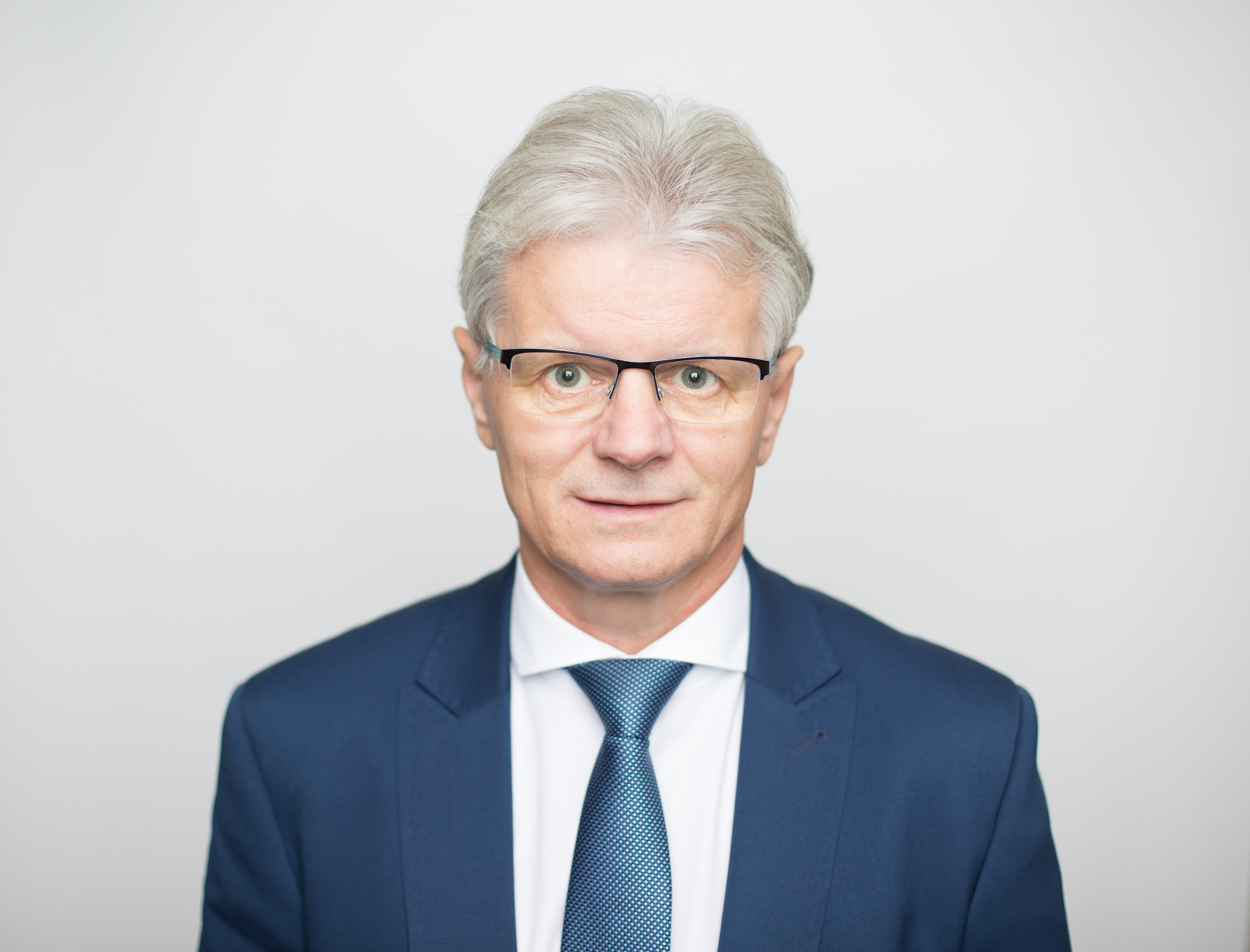
Herbert Pavera
Tomáš Navrátil

| Volby | Volby | Senátor                       | Volební strana    | Navrhující strana | Politická příslušnost | Odkaz  |
| ----- | ----- | ----------------------------- | ----------------- | ----------------- | --------------------- | ------ |
|       | 1996  | Jan Voráček                   | ODS               | ODS               | ODS                   | profil |
|       | 2000  | Prof. PhDr. Josef Jařab, CSc. | 4KOALICE          | ODA               | BEZPP                 | profil |
|       | 2006  | MUDr. Václav Vlček            | ODS               | ODS               | ODS                   | profil |
|       | 2012  | MUDr. Mgr. Vladimír Plaček    | ČSSD              | ČSSD              | ČSSD                  | profil |
|       | 2018  | Mgr. Herbert Pavera           | ODS, STAN, TOP 09 | TOP 09            | TOP 09                | profil |
|       | 2024  | Ing. Tomáš Navrátil           | ANO               | ANO               | ANO                   |        |

## Volby

### Rok 1996
| Kandidát                         | Volební strana | Navrhující strana | Politická příslušnost | Počet hlasů (1. kolo) | %     | Počet hlasů (2. kolo) | %     |
| -------------------------------- | -------------- | ----------------- | --------------------- | --------------------- | ----- | --------------------- | ----- |
| Jan Voráček                      | ODS            | ODS               | ODS                   | 7 324                 | 25,61 | 11 266                | 56,33 |
| Mgr. Antonín Šrom                | KDU-ČSL        | KDU-ČSL           | KDU-ČSL               | 5 276                 | 18,45 | 8 733                 | 43,67 |
| Doc. RNDr. Ing. Jan Mrázek, CSc. | ODA            | ODA               | ODA                   | 4 592                 | 16,06 | —                     | —     |
| Ing. Václav Hrubec               | ČSSD           | ČSSD              | ČSSD                  | 4 164                 | 14,56 | —                     | —     |
| RSDr. Dušan Jaroš                | KSČM           | KSČM              | KSČM                  | 3 340                 | 11,68 | —                     | —     |
| Ing. Václav Klučka               | NK             | NK                | BEZPP                 | 1 503                 | 5,26  | —                     | —     |
| František Peringer               | ČSNS           | ČSNS              | BEZPP                 | 1 214                 | 4,25  | —                     | —     |
| Rudolf Mikoláš                   | RU             | RU                | ODS                   | 622                   | 2,18  | —                     | —     |
| Ing. Jiří Volný                  | KAN            | KAN               | KAN                   | 561                   | 1,96  | —                     | —     |

### Rok 2000
| Kandidát                      | Volební strana | Navrhující strana | Politická příslušnost | Počet hlasů (1. kolo) | %     | Počet hlasů (2. kolo) | %     |
| ----------------------------- | -------------- | ----------------- | --------------------- | --------------------- | ----- | --------------------- | ----- |
| Prof. PhDr. Josef Jařab, CSc. | 4KOALICE       | ODA               | BEZPP                 | 9 174                 | 28,47 | 10 697                | 57,09 |
| MUDr. Václav Vlček            | ODS            | ODS               | ODS                   | 11 139                | 34,57 | 8 037                 | 42,90 |
| Zdeněk Petřík                 | KSČM           | KSČM              | KSČM                  | 4 598                 | 14,27 | —                     | —     |
| Radim Masný                   | NK             | NK                | BEZPP                 | 4 423                 | 13,72 | —                     | —     |
| Ing. Bedřich Lešenar          | ČSSD           | ČSSD              | ČSSD                  | 2 881                 | 8,94  | —                     | —     |

### Rok 2006
| Kandidát                         | Volební strana | Navrhující strana | Politická příslušnost | Počet hlasů (1. kolo) | %     | Počet hlasů (2. kolo) | %     |
| -------------------------------- | -------------- | ----------------- | --------------------- | --------------------- | ----- | --------------------- | ----- |
| MUDr. Václav Vlček               | ODS            | ODS               | ODS                   | 12 505                | 31,14 | 11 009                | 54,67 |
| Prof. PhDr. Zdeněk Jirásek, CSc. | ČSSD           | ČSSD              | BEZPP                 | 9 716                 | 24,19 | 9 126                 | 45,32 |
| Ing. Vojtěch Turek               | KDU-ČSL        | KDU-ČSL           | BEZPP                 | 4 558                 | 11,35 | —                     | —     |
| Radim Masný                      | NEZ/DEM        | NEZ/DEM           | BEZPP                 | 4 409                 | 10,98 | —                     | —     |
| Mgr. Josef Kimpl                 | KSČM           | KSČM              | BEZPP                 | 4 229                 | 10,53 | —                     | —     |
| Doc. RNDr. Ing. Jan Mrázek, CSc. | SNK ED         | SNK ED            | SNK ED                | 3 127                 | 7,78  | —                     | —     |
| Ing. Jiří Krist                  | SZ             | SZ                | SZ                    | 1 609                 | 4,00  | —                     | —     |

### Rok 2012
| Kandidát                   | Volební strana | Navrhující strana | Politická příslušnost | Počet hlasů (1. kolo) | %     | Počet hlasů (2. kolo) | %     |
| -------------------------- | -------------- | ----------------- | --------------------- | --------------------- | ----- | --------------------- | ----- |
| MUDr. Mgr. Vladimír Plaček | ČSSD           | ČSSD              | ČSSD                  | 9 347                 | 30,43 | 11 372                | 62,23 |
| MUDr. Václav Vlček         | ODS            | ODS               | ODS                   | 6 214                 | 20,23 | 6 909                 | 37,76 |
| RSDr. Miroslav Opálka      | KSČM           | KSČM              | KSČM                  | 5 592                 | 18,2  | —                     | —     |
| Josef Stiborský            | KDU-ČSL        | KDU-ČSL           | BEZPP                 | 4 543                 | 14,79 | —                     | —     |
| MUDr. Tomáš Papuga         | TOP 09, STAN   | TOP 09            | TOP 09                | 3 466                 | 11,28 | —                     | —     |
| Ing. Jindřich Skařupa      | KSČ            | KSČ               | KSČ                   | 1 551                 | 5,04  | —                     | —     |

### Rok 2018
| Kandidát | Kandidát             | Volební strana    | Navrhující strana | Politická příslušnost | Počet hlasů (1. kolo) | %     | Počet hlasů (2. kolo) | %     |
| -------- | -------------------- | ----------------- | ----------------- | --------------------- | --------------------- | ----- | --------------------- | ----- |
|          | Mgr. Herbert Pavera  | ODS, STAN, TOP 09 | TOP 09            | TOP 09                | 15 900                | 36,27 | 13 949                | 68,50 |
|          | Mgr. Simona Horáková | ANO               | ANO               | ANO                   | 9 443                 | 21,54 | 6 414                 | 31,49 |
|          | Mgr. Vladimír Tancík | NK                | NK                | BEZPP                 | 5 324                 | 12,14 | —                     | —     |
|          | Petr Pavlíček        | Piráti            | Piráti            | BEZPP                 | 5 014                 | 11,43 | —                     | —     |
|          | Josef Vícha          | KDU-ČSL           | KDU-ČSL           | KDU-ČSL               | 3 241                 | 7,39  | —                     | —     |
|          | MUDr. Kamil Běrský   | SPD               | SPD               | SPD                   | 2 885                 | 6,58  | —                     | —     |
|          | Bc. Vlastimil Kupka  | KSČM              | KSČM              | KSČM                  | 2 030                 | 4,63  | —                     | —     |

### Rok 2024
Ve volbách v roce 2024 senátor Herbert Pavera obhajoval svůj mandát za koalici SPOLU (tj. KDU-ČSL, ODS a TOP 09) s podporou Zelených. Mezi jeho vyzyvatele patřili starosta obce Branka u Opavy a kandidát koalice STAN a OK Michael Rataj, kterého podporujovali také Piráti, primátor Opavy Tomáš Navrátil z hnutí ANO a státní zaměstnanec – policejní komisař PČR René Černohorský, kterého nominovala SOCDEM. Jako nezávislý kandidoval starosta Otic Vladimír Tancík, který v tomto obvodu kandidoval již ve volbách v roce 2018. O post senátora rovněž usilovali advokátka a kandidátka strany Mourek Brigita Bilíková, učitel a kandidát hnutí JaSaN Bronislav Sedláček a právnička a kandidátka koalice SPD a Trikolora Zita Calabri.
Do druhého kole postoupili Tomáš Navrátil a Herbert Pavera.
| Kandidát | Kandidát                   | Volební strana       | Navrhující strana | Politická příslušnost | Počet hlasů (1. kolo) | %     | Počet hlasů (2. kolo) | %     |
| -------- | -------------------------- | -------------------- | ----------------- | --------------------- | --------------------- | ----- | --------------------- | ----- |
|          | Ing. Tomáš Navrátil        | ANO                  | ANO               | ANO                   | 16 313                | 49,49 | 15 265                | 63,68 |
|          | Mgr. Herbert Pavera        | KDU-ČSL, ODS, TOP 09 | TOP 09            | TOP 09                | 9 265                 | 28,11 | 8 703                 | 36,31 |
|          | Bc. René Černohorský       | SOCDEM               | SOCDEM            | BEZPP                 | 1 832                 | 5,55  | —                     | —     |
|          | PhDr. Michael Rataj, Ph.D. | STAN, OK             | STAN              | STAN                  | 1 819                 | 5,51  | —                     | —     |
|          | Mgr. Vladimír Tancík       | NK                   | NK                | BEZPP                 | 1 690                 | 5,12  | —                     | —     |
|          | RNDr. Mgr. Zita Calabri    | SPD, Trikolora       | SPD               | BEZPP                 | 1 459                 | 4,42  | —                     | —     |
|          | JUDr. Brigita Bilíková     | Mourek               | Mourek            | BEZPP                 | 458                   | 1,38  | —                     | —     |
|          | Bronislav Sedláček         | JaSaN                | JaSaN             | JaSaN                 | 123                   | 0,37  | —                     | —     |

## Volební účast
|  | nejvyšší volební účast |  | nejnižší volební účast |

| Rok  | % (1. kolo) | % (2. kolo) |
| ---- | ----------- | ----------- |
| 1996 | 28,70       | 20,08       |
| 2000 | 34,64       | 18,21       |
| 2006 | 41,43       | 18,99       |
| 2012 | 32,80       | 17,17       |
| 2018 | 44,17       | 19,39       |
| 2024 | 32,78       | 23,30       |